# Univerzální voják (film)
Univerzální voják (v originále Universal Soldier) je americký sci-fi akční film z roku 1992, který režíroval Roland Emmerich. Scénář napsali Richard Rothstein, Christopher Leitch a Dean Devlin. Film vypráví příběh Luca Deverauxe (Jean-Claude Van Damme), bývalého vojáka americké armády, který byl zabit ve Vietnamské válce v roce 1969 a následně oživen v rámci tajného vojenského projektu "Universal Soldier". Deveraux zjistí pravdu o své minulosti, přestože mu byla paměť vymazána, a uprchne spolu s mladou televizní reportérkou (Ally Walker). Na útěku se musí vypořádat se svým nepřítelem, sgt. Andrewem Scottem (Dolph Lundgren), který ve Vietnamu přišel rozum a stal se psychopatickým megalomanem, který chce Deverauxe zabít a vést armádu univerzálních vojáků.
Film byl uveden společností TriStar Pictures 10. července 1992. Obdržel negativní recenze od kritiků, ale vydělal 120 milionů dolarů po celém světě při rozpočtu 23 milionů dolarů. Film odstartoval sérii, která zahrnuje pokračování Univerzální voják: Zpět v akci, alternativní pokračování Univerzální voják III: Znovuzrození, samostatný film Univerzální voják 4: Odplata a dva televizní filmy Univerzální voják: Bratři ve zbrani a Univerzální voják 2: Nedokončený obchod.
Byl to první film, ve kterém se Van Damme a Lundgren objevili společně na plátně. Později spolu hráli ve filmech Expendables 2 a Temné hlubiny a namluvili postavy v animovaném filmu Mimoni 2.

## Děj
V roce 1969 zajišťuje tým americké armády vesnici proti severovietnamským silám. Luc Deveraux zjistí, že členové jeho družstva a vesničané byli zavražděni. Jeho seržant Andrew Scott zešílel, vyrobil si náhrdelník z uříznutých uší a držel mladý pár jako rukojmí. Deveraux se snaží s ním vyjednávat, ale Scott popraví muže a nařídí Deverauxovi zastřelit dívku, aby prokázal svou loajalitu. Deveraux odmítne a Scott dívku zabije granátem. Poté, co se navzájem zastřelí, jsou jejich těla získána druhým týmem a zmrazena, jejich zmizení je klasifikováno jako "pohřešovaní v akci".
Deverauxovo a Scottovo tělo jsou spolu s dalšími oživeny o desetiletí později a vybráni pro program "Universal Soldier" (UniSol), elitní protiteroristickou jednotku. Dostávají neuronové sérum, které udržuje jejich mysl ovladatelnou a jejich vzpomínky potlačené. Jejich skupina je nasazena k Hooverově přehradě, aby vyřešila situaci s rukojmími. Tým prokáže svůj elitní výcvik a fyzické schopnosti proti teroristům, jako když UniSol GR76 odolá střelbě z pušky z blízké vzdálenosti. Deveraux si při pohledu na dva rukojmí, kteří připomínají vietnamské vesničany, vzpomene na svůj předchozí život. Deveraux odmítne plnit příkazy z centrály a přestane fungovat. 
V mobilním velitelském centru je odhaleno, že UniSolové jsou geneticky vylepšení vojáci s vylepšenými schopnostmi samoléčení a nadřazenou silou, ale přehřívají se a vypínají se. Kvůli závadě navrhuje Woodward, jeden z techniků projektu, odstranění Deverauxe z týmu, ale velitel UniSolů plukovník Perry odmítá. Televizní reportérka Veronica Roberts, která byla propuštěna po reportáži na Hooverově přehradě, se snaží získat příběh o projektu UniSol, aby získala zpět svou práci. Robertsová se vloupe na základnu s kameramanem a objeví GR76 ponořeného v ledu, stále naživu navzdory normálně smrtelným zraněním.
Když je Robertsová objevena, Deveraux a Scott dostanou rozkaz ji zajmout živou nebo mrtvou. Uteče do auta svého kameramana, ale havarují. Scott proti rozkazům chladnokrevně zavraždí kameramana. Deveraux zachrání Robertsovou a společně uprchnou v vozidle UniSol. Aby chránil program, plukovník Perry pošle zbývající UniSoly, aby našli Deverauxe a Robertsovou.
Deveraux a Robertsová uprchnou do motelu, kde Robertsová zjistí, že byla obviněna z vraždy svého kameramana. Deveraux se zhroutí z přehřátí a musí si dát ledovou koupel. UniSolové zcela zničí motel, ale Deveraux a Robertsová se schovají v posteli, dokud neodejdou. Pár uprchne v ukradeném autě na benzínovou stanici, kde Deveraux nechá Robertsoovu odstranit sledovací zařízení z jeho nohy. Nastraží past a když UniSolové přijedou, benzínová stanice vybuchne. Plukovník Perry dostane rozkaz ukončit misi, ale Scottova šílenství se vrátí a zabije Perryho a všechny kromě dvou lékařů. Deveraux a Roberts se vloupou do velitelského centra a ukradnou dokumenty UniSol. Scott nařídí zbytku poslušného týmu UniSol zabít Deverauxe a Robertsovou.
Díky informací z ukradených dokumentů kontaktuje Robertsová Dr. Christopera Gregora. Gregor jim sdělí, že projekt UniSol byl zahájen v 60. letech 20. století za účelem vytvoření dokonalého vojáka. I když byli schopni oživit mrtvé lidi, nedokázali překonat potřebu těla chladit. Dalším velkým problémem je, že vzpomínky na poslední okamžiky života jsou velmi zesíleny; Scott si myslí, že je stále ve Vietnamu a bojuje s povstalci. Když Deveraux a Roberts opouštějí doktorův dům, policie je zatkne. Scott a GR76 přepadnou policejní konvoj. Po honičce policejní autobus a náklaďák UniSol sjíždějí ze srázů v Grand Canyonu a vybuchnou, což zabije GR76. Deveraux a Robertsová se vydávají na Deverauxovu rodinnou farmu v Louisianě.
Po shledání Deverauxe s jeho rodiči se objeví Scott a vezme rodinu a Robertsovou jako rukojmí. Scottovo použití svalových zesilovačů mu umožňuje nemilosrdně zbít Deverauxe. Robertsová uprchne, ale je zdánlivě zabita granátem hozeným Scottem. Deveraux popadne svalové zesilovače, které Scott použil, a injekčně si je aplikuje. Nyní vyrovnaní, Deveraux nabodne Scotta na hroty senážní sklízeče a aktivuje ji, což Scotta roztrhá na kusy. Roberts, která přežila výbuch, obejme Deverauxe, který jí pak řekne, že Scott je "všade okolo".

## Obsazení
- Jean-Claude Van Damme jako Luc Deveraux / GR44
- Dolph Lundgren jako seržant Andrew Scott / GR13
- Ally Walker jako Veronica Roberts
- Ed O'Ross jako plukovník Perry
- Leon Rippy jako Woodward
- Tico Wells jako Garth
- Ralf Moeller jako GR76 (v titulcích jako Ralph Moeller)
- Robert Trebor jako majitel motelu
- Gene Davis jako poručík
- Drew Snyder jako Charles
- Jerry Orbach jako Dr. Gregor